# Scopolia scopolia
Scopolia scopolia là loài thực vật có hoa trong họ Cà. Loài này được (L.) H. Karst. miêu tả khoa học đầu tiên năm 1882.